# John Munson
Pour les articles homonymes, voir Munson.

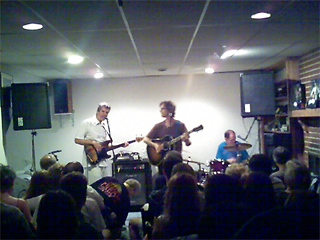
John Munson (à gauche) en concert avec Semisonic en juillet 2006

John Munson (24 avril 1966) est un bassiste américain, connu notamment pour avoir fait partie du groupe de rock alternatif Trip Shakespeare dans les années 1980. 
Il est l'actuel bassiste du groupe Semisonic, dans lequel il officie depuis ses débuts en 1995.

## Discographie

### Trip Shakespeare
- 1986 : Applehead Man
- 1989 : Are You Shakespearienced?
- 1990 : Across the Universe
- 1991 : Lulu
- 1992 : Volt (EP)

### Semisonic
- 1995 : Pleasure (EP)
- 1996 : Great Divide
- 1998 : Feeling Strangely Fine
- 2001 : All About Chemistry
- 2003 : One Night at First Avenue